# Malé Kozmálovce
Malé Kozmálovce (Hongaars: Kiskoszmály) is een Slowaakse gemeente in de regio Nitra, en maakt deel uit van het district Levice.
Malé Kozmálovce telt 409 inwoners.